# سبخة الكلبية
سبخة الكلبية وتقع على بعد 25 كلم شمال غربي مدينة سوسة، وتبلغ مساحتها 8732 هكتارا، ويقيم بها حوالي 200 ألف طائر مائي وتوفّر فضاء ملائما لتعشيش الطيور. تكون مياه سبخة الكلبية عميقة في الشتاء إلا أنها تتبخّر في الصيف لتصبح كثيرة الملوحة وتغطيها أحيانا طبقة من الملح.